# Microregione di Várzea Alegre
Várzea Alegre è una microregione dello Stato del Ceará in Brasile, appartenente alla mesoregione di Centro-Sul Cearense.

## Comuni
Comprende 5 municipi:
- Antonina do Norte
- Cariús
- Jucás
- Tarrafas
- Várzea Alegre